# Великино
Вели́кино — деревня в Котельском сельском поселении Кингисеппского района Ленинградской области.

## История
Впервые упоминается в Писцовой книге Водской пятины 1500 года как сельцо Виликино в Никольском Толдожском погосте в Чюди Ямского уезда.
Затем как деревня Villikina by в Толдожском погосте в шведских «Писцовых книгах Ижорской земли» 1618—1623 годов.
На карте Ингерманландии А. И. Бергенгейма, составленной по шведским материалам 1676 года, она обозначена как деревня Willika.
На шведской «Генеральной карте провинции Ингерманландии» 1704 года — как Willikinabÿ.
Как мыза Вилие она упомянута на «Географическом чертеже Ижорской земли» Адриана Шонбека 1705 года.
Мыза Выликинска обозначена на карте Ингерманландии А. Ростовцева 1727 года.
На карте Санкт-Петербургской губернии Ф. Ф. Шуберта 1834 года обозначена мыза Великинская и при ней деревня Великина.

ВИЛИКИНА — мыза принадлежит графине Заводовской, число жителей по ревизии: 4 м. п., 6 ж. п. (1838 год)

На этнографической карте Санкт-Петербургской губернии П. И. Кёппена 1849 года она обозначена как деревня «Welikina», населённая водью. В пояснительном тексте к этнографической карте она записана как мыза Dorf Welikina (Ви́ликино или Ве́ликино) и указано количество её жителей на 1848 год: води — 36 м. п., 48 ж. п., всего 84 человека.
Согласно карте профессора С. С. Куторги 1852 года деревня называлась Великина, смежно с ней располагалась мыза Виликинская.

ВЕЛИКИНО — деревня графа Заводовского, 10 вёрст по почтовой, а остальное по просёлкам, число дворов — 18, число душ — 42 м. п.; Становая квартира. (1856 год)

ВЕЛИКИНО — деревня, число жителей по X-ой ревизии 1857 года: 42 м. п., 52 ж. п., всего 94 чел.

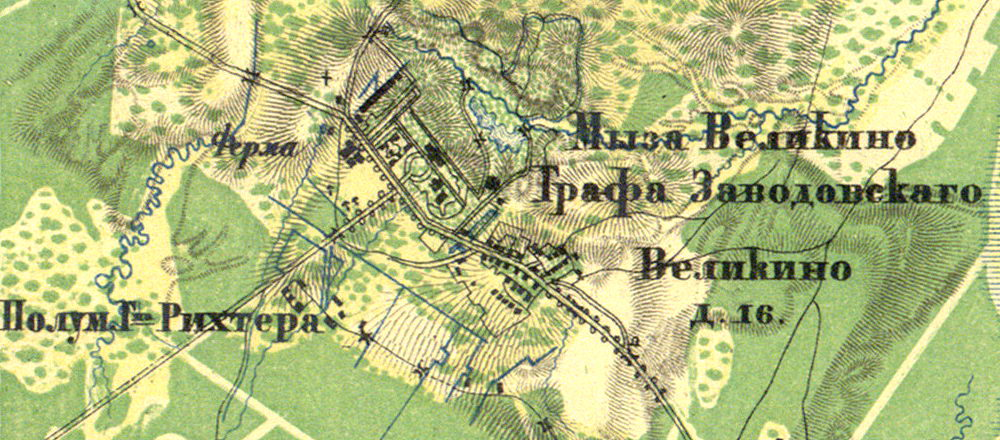
Деревня Великино на карте 1860 года

Согласно «Топографической карте частей Санкт-Петербургской и Выборгской губерний» в 1860 году деревня Великино насчитывала 16 крестьянских дворов. Смежно с деревней находилась мыза Великино графа Заводовского и ферма, к югу от деревни находилась полумыза господина Рихтера.

ВЕЛИКИНО — мыза владельческая при колодцах, число дворов — 1, число жителей: 22 м. п., 9 ж. п.

ВЕЛИКИНО — деревня владельческая при колодцах, число дворов — 19, число жителей: 37 м. п., 42 ж. п. (1862 год)

В 1874—1875 годах временнообязанные крестьяне деревни выкупили свои земельные наделы у А. Я. Сафонова и стали собственниками земли.

ВЕЛИКИНО — деревня, по земской переписи 1882 года: семей — 19, в них 46 м. п., 50 ж. п., всего 96 чел.

Согласно материалам по статистике народного хозяйства Ямбургского уезда 1887 года мыза Великино с пустошами площадью 2987 десятин принадлежала мещанину Я. В. Григорьеву, мыза была приобретена тремя частями с 1876 по 1881 год за 76 630 рублей. В мызе был фруктовый сад, рыбные ловли и стеклянный завод.

ВЕЛИКИНО — деревня, число хозяйств по земской переписи 1899 года — 20, число жителей: 55 м. п., 54 ж. п., всего 109 чел.;
 разряд крестьян: бывшие владельческие; народность: русская — 53 чел., финская — 21 чел., смешанная — 35 чел.

В 1900 году, согласно «Памятной книжке Санкт-Петербургской губернии», мыза Великино площадью 1290 десятин принадлежала дворянину Виктору Ивановичу Базилевскому.
В конце XIX — начале XX века деревня административно относилась к Котельской волости 2-го стана Ямбургского уезда Санкт-Петербургской губернии.
По данным «Памятной книжки Санкт-Петербургской губернии» за 1905 год мыза Великино площадью 1290 десятин принадлежала Софии Ивановне Базилевской.
С 1917 по 1927 год деревня Великино входила в состав Великинского сельсовета Котельской волости Кингисеппского уезда.
Согласно данным переписи населения СССР 1926 года в деревне Великино проживали 127 человек, все русские.
С 1927 года в составе Котельского района.
С 1931 года в составе Кингисеппского района.
По данным 1933 года деревня Великино являлась административным центром Великинского сельсовета Кингисеппского района, в который входили 12 населённых пунктов: деревни Березняки, Большие Валговицы, Малые Валговицы, Великино, Детково, Елизаветино, Кубково, Мукково, Получье, Понделово, Хаболово и посёлок Красный, общей численностью населения 1760 человек.
По данным 1936 года в состав Великинского сельсовета входили 11 населённых пунктов, 371 хозяйство и 5 колхозов.

План деревни Великино. 1938 год

Согласно топографической карте 1938 года деревня насчитывала 22 двора, в деревне находись сельсовет, почта и три школы.
В 1939 году население деревни Великино составляло 239 человек.
C 1 августа 1941 года по 28 февраля 1944 года деревня находилась в оккупации.
По данным 1966 и 1973 годов деревня Великино также находилась в составе Великинского сельсовета и являлась его административным центром.
По данным 1990 года деревня Великино входила в состав Котельского сельсовета.
В 1997 году в деревне Великино проживали 30 человек, в 2002 году — 23 человека (русские — 96 %), в 2007 году — 19.

## География
Деревня расположена в северо-восточной части района на автодороге 41К-588 (Великино — Хаболово).
Расстояние до административного центра поселения — 14 км.
Расстояние до ближайшей железнодорожной платформы Кямиши — 6 км.
Расстояние до районного центра — 38 км.

## Экология
Постановлением Правительства Российской Федерации от 08.10.2015 № 1074 деревня Великино включена в перечень населённых пунктов, находящихся в границах зон радиоактивного загрязнения вследствие катастрофы на Чернобыльской АЭС и отнесена к зоне проживания с льготным социально-экономическим статусом.

## Демография
| 1862 | 2007 | 2010 | 2017 |
| ---- | ---- | ---- | ---- |
| 110  | ↘19  | ↗22  | ↗36  |

### Национальный состав
Согласно данным Всероссийской переписи населения 2021 года в деревне проживали 34 человека, все русские.

## Достопримечательности
Близ деревни находятся средневековые курганно-жальничные могильники и остатки каменных могильников римского времени.